# Club Sportif de Menzel Bouzelfa

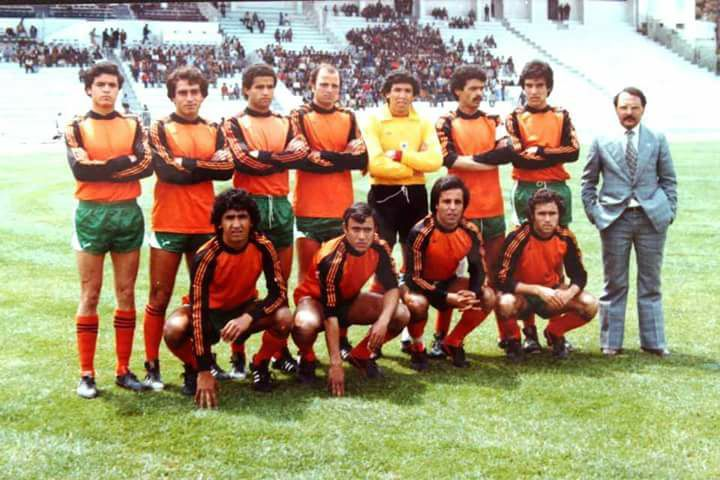
Teamfoto aus der Saison 1979/80

Club Sportif de Menzel Bouzelfa (arabisch النادي الرياضي بمنزل بوزلفة, DMG an-Nādī ar-Riyāḍī bi-Manzil Būzalfa), kurz CS Menzel Bouzelfa oder CSMB, ist ein Fußballverein aus der Stadt Menzel Bouzelfa in der tunesischen Region Cap Bon. Der Verein wurde 1944 gegründet und trägt seine Spiele in den orange-grünen Vereinsfarben aus.
Der CSMB trägt seine Heimspiele im 2000 Zuschauer fassenden Stade Arbi Farfra aus.
In seiner einzigen Saison in der höchsten Spielklasse, der Spielzeit 1979/80, konnte der Club Sportif de Menzel Bouzelfa bei Heimspielen gegen alle vier großen Vereine Tunesiens punkten: Club Africain (1:1), Espérance Sportive de Tunis (1:1), CS Sfaxien (2:2) und Étoile Sportive du Sahel (1:0). Trotz dieser starken Leistungen verpasste der Klub den Klassenerhalt nur knapp und stieg mit einem Punkt Rückstand ab. Seitdem gelang kein Wiederaufstieg in die höchste Spielklasse.

## Erfolg
- Zweite Liga (Gruppe Nord) (1)
  - Meister: 1979
- Dritte Liga (Cap Bon-Liga) (1)
  - Meister: 2006
- Tunesischer Pokal
  - Achtelfinale: 1980, 1982

## Rivalen
CS Menzel Bouzelfa pflegt eine langjährige und bedeutsame Rivalität mit dem nahegelegenen Klub Grombalia Sport. Die beiden Gemeinden (Menzel Bouzelfa und Grombalia) liegen nur etwa 13 Kilometer auseinander, was die Begegnungen zu einem lokalen Derby mit hoher Brisanz macht. In den Spielzeiten der zweiten und dritten Liga treffen die Mannschaften regelmäßig aufeinander und sorgen für hitzige Duelle.
CS Menzel Bouzelfa unterhält eine ebenso ausgeprägte Rivalität mit dem südlich gelegenen Verein ES Béni Khalled. Die Stadt Béni Khalled liegt nur etwa vier Kilometer südlich von Menzel Bouzelfa, weshalb das Aufeinandertreffen der beiden Teams fast schon den Charakter eines Stadtderbys besitzt. Für die Anhänger beider Vereine zählen die Begegnungen der beiden Klubs zu den wichtigsten Spielen der Saison.